# Суйдэ
Суйдэ́ (кит. упр. 绥德, пиньинь Suídé) — уезд городского округа Юйлинь провинции Шэньси (КНР).

## История
При империи Цинь эти земли входили в состав уезда Фуши (肤施县) округа Шанцзюнь (上郡). В конце империи Восточная Хань округ Шанцзюнь вошёл в состав провинции Цзичжоу (冀州). В эпоху Троецарствия эти земли оказались в составе царства Вэй и вошли в состав провинции Бинчжоу (并州). С 304 года эти земли надолго перешли под власть кочевых народов.
Во времена империи Восточная Цзинь гунны создали здесь государство Великое Ся. В 427 году войска Северной Вэй захватили эту территорию. Во времена Северной Вэй на территории современного уезда был создан уезд Чжэнхэ (政和县), а западная часть территории вошла в состав уезда Вэйпин (魏平县); оба уезда были подчинены округу Шофан (朔方郡) области Дунся (东夏州). При династии Западная Вэй в 552 году были созданы область Суйчжоу (绥州), округ Аньнин (安宁郡) и уезд Шансянь (上县), в восточной части территории современного уезда был создан уезд Аньнин (安宁县), в юго-восточной — Аньжэнь (安人县). При империи Северная Чжоу был создан ещё уезд Илян (义良县).
При империи Суй структура административного деления в стране была изменена с трёхступенчатой на двухступенчатую. В 583 году уезд Аньжэнь был переименован в Цзивань (吉万县). В 605 году уезды Аньнин, Цзивань, и Илян были присоединены к уезду Шансянь. Когда в конце империи Суй в стране начались беспорядки, Лян Шиду создал в этих местах в 617 году государство Лян (梁国) и признал себя вассалом тюркского Шибир-хана. В 628 году в Восточно-тюркском каганате началась внутренняя смута, и он не смог прийти на помощь Лян Шиду. Осаждённый Лян Шиду был убит своим двоюродным братом Лян Ложэнем, который после этого сдался Ли Шиминю, после чего эти места вошли в состав империи Тан. Власти области Суйчжоу, ранее бывшие вынужденными переместиться на территорию современного городского округа Яньань, вернулись в Шансянь.
Во времена империи Сун эти земли поначалу стали зоной борьбы китайской империи Сун и тангутского государства Си Ся. В 982 году эти земли захватили тангуты, в 1067 году китайцы вернули их, и в 1069 году была создана крепость Суйдэ, подчинённая области Яньчжоу (延州). В 1099 году был образован Суйдэский военный округ (绥德军) с центром в Цинцнязе, которому подчинялось 33 крепости, укрепления и заставы.
В 1128 году эти земли были захвачены чжурчжэнями и вошли в состав чжурчжэньской империи Цзинь. В 1182 году Суйдэский военный округ был преобразован в область Суйдэ (绥德州). В 1226 году в составе области на территории современного уезда были образованы уезды Суйдэ и Ихэ (义合县), а всего в составе области Суйдэ было 8 уездов. После монгольского завоевания уезды Суйдэ и Ихэ были в 1267 году расформированы.
При империи Мин в 1371 году был образован Суйдэский гарнизон (绥德卫). При империи Цин в 1725 году Суйдэская область была поднята в статусе до «непосредственно управляемой» (то есть стала подчиняться напрямую правительству провинции, минуя промежуточное звено в виде управы). После Синьхайской революции в Китае была проведена реформа административного деления, и в 1913 году области были расформированы; на землях, ранее напрямую подчинявшихся властям Суйдэской области был создан уезд Суйдэ.
В конце 1930-х годов эти земли перешли под контроль коммунистов, войдя в состав Шэньси-Ганьсу-Нинсяского советского района. После образования КНР в 1950 году был создан Специальный район Суйдэ (绥德专区), и уезд вошёл в его состав. В 1956 году Специальный район Суйдэ был присоединён к Специальному району Юйлинь (榆林专区). В 1958 году уезды Цинцзянь, Цзычжоу и Убу были присоединены к уезду Суйдэ, но в 1961 году были воссозданы в прежних границах. В 1968 году Специальный район Юйлинь был переименован в Округ Юйлинь (榆林地区).
В 1999 году постановлением Госсовета КНР были расформированы округ Юйлинь и городской уезд Юйлинь, и был образован городской округ Юйлинь.

## Административное деление
Уезд делится на 15 посёлков.